# Martha (Oper)
Martha oder Der Markt zu Richmond ist eine romantisch-komische Oper in vier Akten von Friedrich von Flotow. Die Uraufführung fand am 25. November 1847 im Theater am Kärntnertor in Wien statt. Das Werk erlangte schnell große Popularität und war Mitte des 19. Jahrhunderts die meistgespielte Oper weltweit.

## Entstehung
Entstanden ist die Oper nach dem Ballett Lady Harriette ou La Servante de Greenwich von 1844; das Libretto schrieb der Berliner Schriftsteller Friedrich Wilhelm Riese nach der Vorlage von Jules-Henri Vernoy de Saint-Georges.

## Handlung
Die Handlung spielt während der Regierungszeit der Königin Anne Stuart (1702–1714), die im Libretto Anna genannt wird. Ort des Geschehens ist zu Anfang das Schloss der Hofdame Harriet Durham und anschließend für den Rest des Stückes das damals ländliche Richmond (heute ein Stadtteil von London) und seine Umgebung.

### Erster Akt
Boudoir im Schloss der Lady Harriet
Lady Harriet Durham, ein (nicht mehr ganz junges) Ehrenfräulein der Königin Anna, ist des höfischen Lebens und der oberflächlichen Schmeicheleien ihrer zahlreichen Verehrer überdrüssig. Als Grund ihrer Schwermut vermutet ihre Vertraute Nancy, sie habe sich verliebt, doch das Gegenteil ist der Fall: „Eitler Wahn! Nicht kann mich freuen /Solche fade Liebelei. /Nicht vermag mich zu zerstreuen /Leres Wort und Schmeichelei.“ Nancys Rat an Lady Harriet, sie solle sich einmal verlieben, um ihre Langeweile zu vertreiben, fruchtet nicht. Allerdings horcht die Lady interessiert auf, als sie von draußen den unbeschwerten Gesang der zum Marktplatz von Richmond strebenden jungen Mädchen hört, die sich dort als Mägde verdingen wollen oder auch einen Ehemann zu finden hoffen. Die beiden Frauen fassen den Entschluss, sich zu verkleiden und sich auf dem Markt als Mägde anzubieten. Auch der vornehme Lord Tristan, Harriets Vetter und zugleich einer ihrer (hartnäckigen, aber erfolglosen) Verehrer, muss bei diesem Spiel mitmachen und einen Bauern mimen.
Der Marktplatz zu Richmond
Der Chor der Landleute ruft die Mägde herbei. Während die Pächter Lyonel und Plumkett auf die Mägde warten, erzählt Lyonel von einem von seinem Vater stammenden Ring: Wenn er einmal in Gefahr käme, solle Plumkett diesen Ring an die Königin senden. Der Richter eröffnet den Markt und fragt die nun erscheinenden Mägde nach ihrem Können. Diese preisen ihre Fähigkeiten an („Ich kann nähen, ich kann mähen, ich kann säen, Fäden drehen“). Harriet (alias Martha) und Nancy (alias Julia) verdingen sich im Spaß an Lyonel und Plumkett. Doch aus dem Spaß wird Ernst: Der Richter entscheidet, dass sie sich für ein Jahr unwiderruflich gebunden haben („Ist das Handgeld angenommen, kann der Magd kein Weigern frommen“). Lord Tristan versucht vergeblich einzuschreiten; er kann nur zusehen, wie „Martha“ (Lady Harriet) und „Julia“ (Nancy) davongeführt werden.

### Zweiter Akt
Ein Raum im Hause Plumketts
Martha und Julia, nun in der Wohnung des Pächters, lehnen jede Arbeit ab. Plumkett und Julia fauchen sich an, wogegen Lyonel seine Magd Martha rücksichtsvoll behandelt. Die beiden Männer wollen die Mägde im Spinnen unterweisen. Julia wirft ihr Spinnrad um und enteilt lachend, von Plumkett verfolgt. Lyonel ist aber in seine Martha verliebt und bietet ihr die Hand an. Sie singt ihm zwar auf sein Bitten hin ein Lied („Letzte Rose“), verschmäht jedoch seine Liebe. Nach der Rückkehr von Plumkett und Julia gibt es eine kurze heitere Auseinandersetzung; danach verlassen die Männer den Raum und schließen die Mädchen ein. Doch die werden nach kurzer Zeit von Lord Tristan herausgeholt. Lyonel und Plumkett schicken Knechte aus, um die entflohenen Mägde wieder einzufangen, womit sie jedoch keinen Erfolg haben.

### Dritter Akt
Wald mit einer Schenke
Wochen später sitzt Plumkett in einer Waldschenke beim Bier. Als eine Jagdgesellschaft vorbeikommt, erkennt er unter den teilnehmenden Hofdamen in Nancy seine Magd Julia. Sein Versuch, sie wieder mitzunehmen, wird von mit Speeren bewaffneten Jägerinnen vereitelt, und Plumkett muss fliehen. Der um Martha trauernde Lyonel tritt hinzu und singt die Arie „Ach so fromm, ach so traut“ mit dem zum Zitat gewordenen Schluss „Martha! Martha! Du entschwandest“. Die nahende Harriet wird von Lyonel erkannt und gebeten, ihm zu folgen. Sie ist jedoch angsterfüllt in dem Widerspruch zwischen Sehnsucht und Verweigerung gefangen und leugnet, ihn zu kennen. Als er sie zornig als seine Magd bezeichnet, erklärt ihn Harriet für geistesgestört und lässt ihn festnehmen; allerdings kann er den Ring gerade noch Plumkett zustecken.

### Vierter Akt
Im Hause Plumketts
Nachdem Plumkett den Ring an die Königin geschickt hat, stellt sich nun heraus, dass Lyonel der Sohn eines unschuldig verbannten Grafen ist. Jetzt, als sie seinen Stand erkennt, würde Harriet ihn gerne heiraten. Sie lockt ihn durch ihr Lied „Letzte Rose“ in seine Pächterstube, doch dort weist er sie als eine „falsche Sirene“ ab. Dagegen finden Plumkett und Nancy munter schwatzend zueinander.
Platz vor Plumketts Haus
Auf dem Platz vor Plumketts Haus inszeniert Lady Harriet erneut einen Mägdemarkt; Freunde und Bekannte haben sich passend gekleidet. Harriet und Nancy haben sich wieder als Mägde verkleidet, um ihre Dienste anzubieten. Lyonel fragt Harriet, was sie könne, und sie entgegnet, dass sie allem Glanz entsagen könne, um wieder seine Magd zu werden. Mit großer Rührung und einer Doppelhochzeit schließt das Stück.

## Aufführungsgeschichte
Flotows Oper war zunächst überaus erfolgreich und traf genau den Zeitgeschmack. Lange hielt sie sich auf den Bühnen der Welt und war unter anderem in New York an der Metropolitan Opera erfolgreich. Insbesondere der italienische Tenor Enrico Caruso genoss für seine Interpretation der Rolle des Lyonel (in italienischer Sprache) große Anerkennung. Etwa ab den 1920er Jahren büßte das biedermeierliche Stück jedoch an Popularität ein. Seit den 1980er Jahren wurde das Interesse an dem Werk allerdings wieder geweckt, nicht zuletzt durch zeitgenössische Neuinterpretationen. So gelang unter anderem Vicco von Bülow (Loriot) 1986 am Staatstheater Stuttgart eine vielbeachtete Neuinszenierung, die 2019 in München im Theater am Gärtnerplatz nochmals aufgelegt wurde. In den letzten Jahren wurden auch Versionen der Oper erfolgreich auf die Bühne gebracht, in denen die Handlung in die moderne Zeit übertragen wurde, so etwa 2016 an der Oper Frankfurt; insgesamt erlebte das Werk in den vergangenen Jahren eine starke Renaissance, und zwar nicht nur auf deutschsprachigen Bühnen (zum Beispiel in Regensburg, Detmold, Innsbruck und Graz), sondern auch international.

## Verfilmungen
- 1916: Martha
- 1978: Martha

## Parodien
- Martha oder Die Mischmonder Markt-Mägde-Miethung (Januar 1848), Posse von Johann Nestroy, Musik von Michael Hebenstreit
- Martl, oder Der Portiunculatag in Schnabelhausen (Dezember 1848), Posse von Alois Berla, Musik von Franz von Suppè

Beide Parodien hatten keinen Bühnenerfolg und wurden jeweils nach drei Aufführungen abgesetzt.